# Desideratum (álbum de Anaal Nathrakh)
Desideratum es el octavo álbum de estudio de la banda británica de Metal Extremo Anaal Nathrakh, fue lanzado en el 2014, cuenta con la participación de Niklas Kvarforth de Shining y es el primer álbum lanzado bajo el sello Metal Blade Records.

## Lista de canciones
| N.º | Título                                         | Duración |  |
| 1.  | «Acheronta Movebimus»                          | 3:30     |  |
| 2.  | «Unleash»                                      | 3:41     |  |
| 3.  | «Monstrum in Animo»                            | 4:01     |  |
| 4.  | «The One Thing Needful»                        | 3:53     |  |
| 5.  | «A Firm Foundation of Unyielding Despair»      | 3:37     |  |
| 6.  | «Desideratum»                                  | 3:59     |  |
| 7.  | «Idol»                                         | 3:38     |  |
| 8.  | «Sub Specie Aeterni (Of Maggots and Humanity)» | 3:16     |  |
| 9.  | «The Joystream»                                | 4:24     |  |
| 10. | «Rage and Red»                                 | 3:30     |  |
| 11. | «Ita Mori»                                     | 3:42     |  |

## Créditos
- Irrumator (Mick Kenney) - Todos los instrumentos
- V.I.T.R.I.O.L. (Dave Hunt) - Voz
- Niklas Kvarforth - Voz en "Rage and Red"